# گریت بیلینگز
گریت بیلینگز (به انگلیسی: Great Bealings) یک روستا و محله مدنی در بریتانیا است که در Suffolk Coastal واقع شده‌است. گریت بیلینگز ۳۰۲ نفر جمعیت دارد.